# Азадістан

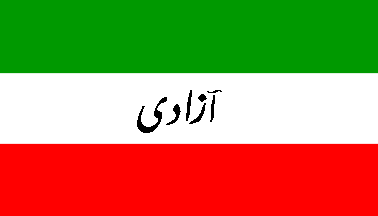
Прапор

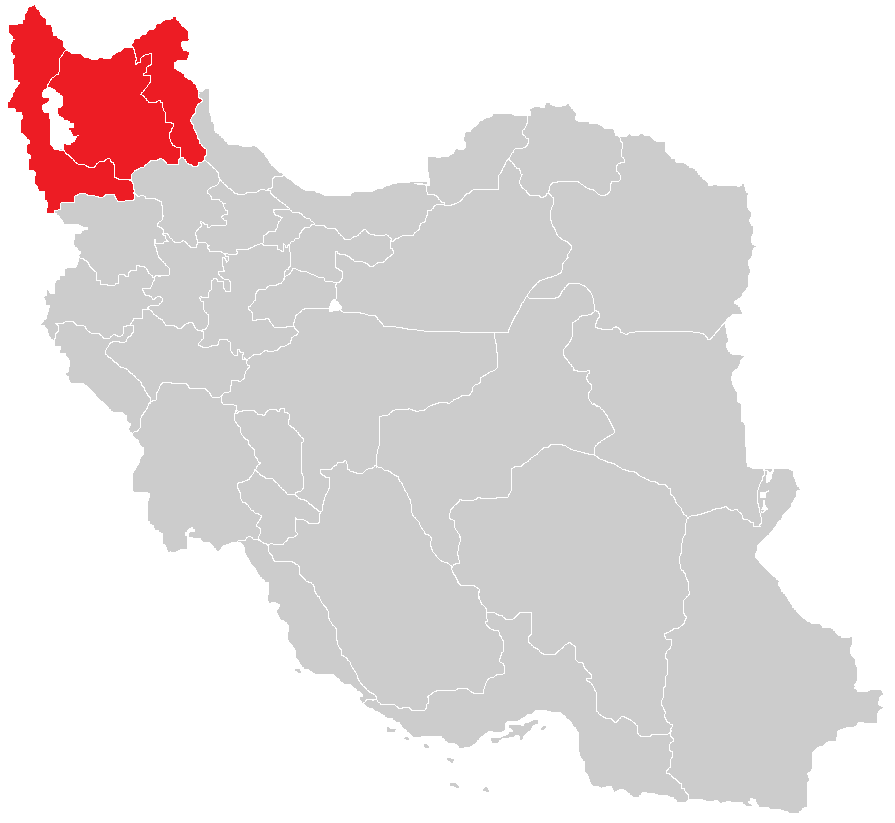
Азадістан (Іранський Азербайджан)

Азадістан (азерб. Azadistan, досл. «Країна Свободи») — держава, проголошена на території  Іранського Азербайджану на початку 1920 р. демократичною партією, очолюваною  Шейхом Хіябані, і проіснувала до вересня 1920 р., коли рух був придушений іранськими військами.